# MTV Europe Music Award za nejlepší LIVE
Seznam výherců a nominovaných MTV Europe Music Awards v kategorii Nejlepší LIVE.

## 1990 - 1999
| Rok  | Vítěz     | Nominovaní                                                |
| ---- | --------- | --------------------------------------------------------- |
| 1995 | Take That | - Bon Jovi - The Prodigy - R.E.M. - The Rolling Stones    |
| 1997 | U2        | - Aerosmith - Michael Jackson - Radiohead - Skunk Anansie |

## 2000 - 2009
| Rok   | Vítěz                 | Nominovaní                                                    |
| ----- | --------------------- | ------------------------------------------------------------- |
| 2002  | Red Hot Chili Peppers | - Depeche Mode - Korn - Lenny Kravitz - U2                    |
| 2007* | Muse                  | - Arctic Monkeys - Beyoncé - Foo Fighters - Justin Timberlake |
| 2008* | Tokio Hotel           | - The Cure - Foo Fighters - Linkin Park - Metallica           |
| 2009  | U2                    | - Beyoncé - Green Day - Kings of Leon - Lady Gaga             |

(*) Kategorie nesla jméno Headliner.

## 2010 - 2019
| Rok  | Vítěz        | Nominovaní                                                    |
| ---- | ------------ | ------------------------------------------------------------- |
| 2010 | Linkin Park  | - Bon Jovi - Kings of Leon - Lady Gaga - Muse                 |
| 2011 | Katy Perry   | - Coldplay - Foo Fighters - Lady Gaga - Red Hot Chili Peppers |
| 2012 | Taylor Swift | - Green Day - Jay-Z & Kanye West - Lady Gaga - Muse           |